# گروه ویر

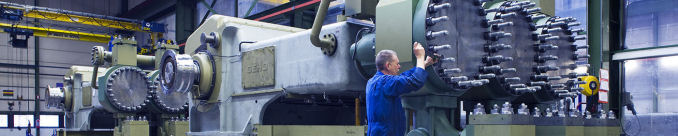
کارخانه تولید پمپ‌های صنعتی گروه ویر، مستقر در شهر گلاسکو

گروه ویر (به انگلیسی: Weir Group) شرکت خدمات مهندسی اسکاتلندی است، که یکی از بزرگترین تولیدکنندگان پمپ‌های صنعتی جهان محسوب می‌شود. شرکت ویر در سال ۱۸۷۱ توسط برادران ویر؛ جورج و جیمز ویر تأسیس شد و در حال حاضر دارای عملیات در ۷۰ کشور جهان می‌باشد.
این گروه خدمات خود را در حوزه‌های استخراج معدن، صنایع نفت و گاز (طراحی و تولید پمپ‌های درون‌چاهی، تجهیزات حفاری و تأسیسات پالایشگاهی) و تولید برق (تجهیزات و سانتریفیوژهای نیروگاه‌های اتمی) ارائه می‌کند. دفتر مرکزی این شرکت در شهر گلاسگو قرار دارد و بخشی از سهام آن در بازار بورس لندن معامله می‌شود.